# Lista de cidades e vilas do Suriname

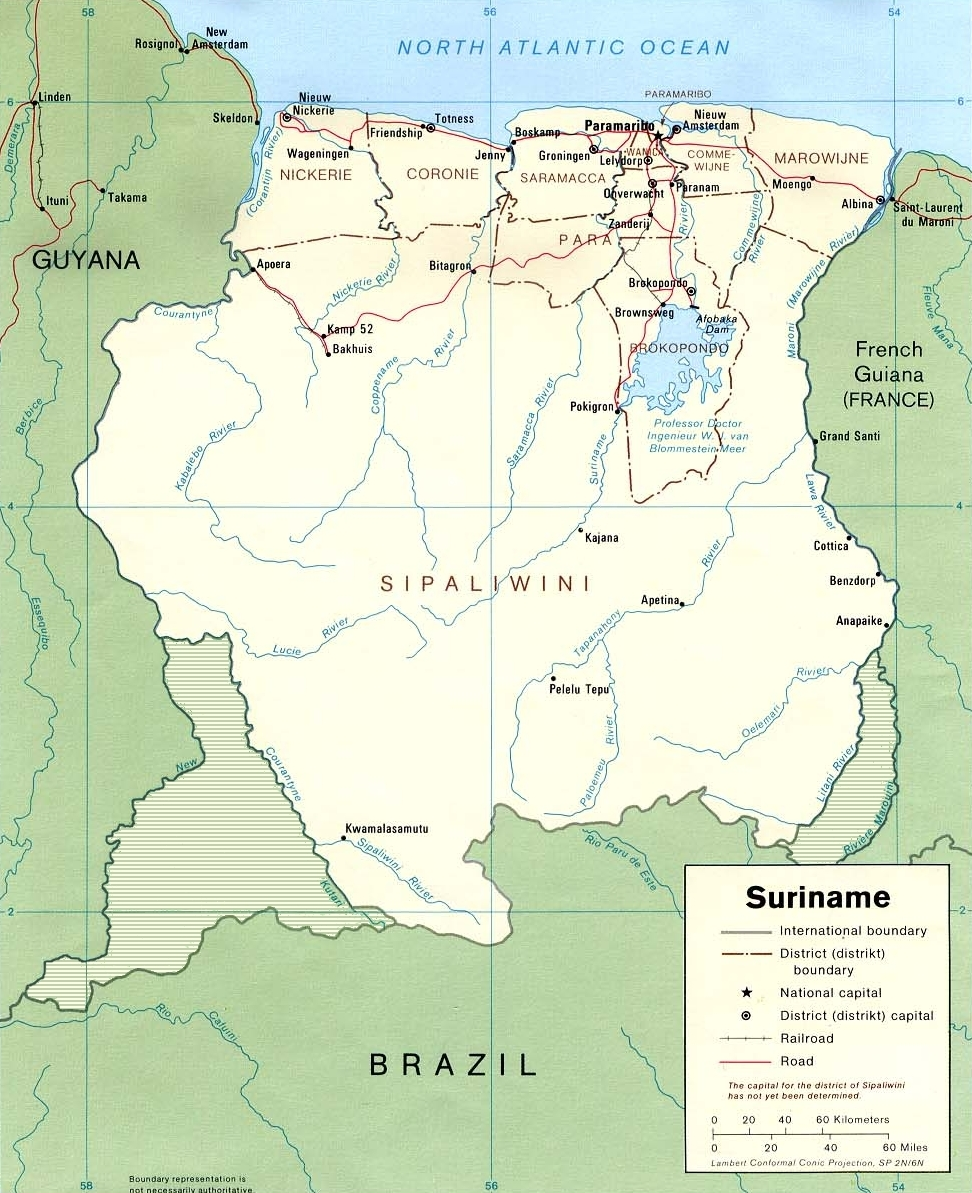
Mapa do Suriname

Essa é uma lista de cidades e vilas do Suriname:
- Abenaston
- Albina
- Alfonsdorp
- Alliance
- Anapaike
- Apetina
- Apoera
- Aurora
- Batavia
- Benzdorp
- Berg en Dal
- Berlijn
- Bitagron
- Boskamp
- Boslanti
- Botopasi
- Brokopondo
- Brownsweg
- Cabendadorp
- Corneliskondre
- Cottica
- Djumu
- Donderskamp
- Friendship
- Goddo
- Groningen
- Hollandse Kamp
- Jenny
- Kalebaskreek
- Kasuela (território disputado)
- Cajana
- Koewarasan
- Kwakoegron
- Kwamalasamutu
- Lelydorp
- Lebidoti
- Manlobi
- Mary's Hope
- Matta
- Moengo
- Nason
- Nieuw Amsterdam
- Nieuw Jacobkondre
- Nieuw Nickerie
- Onverdacht
- Onverwacht
- Paramaribo (Maior cidade e capital)
- Paranam
- Pelelu Tepu
- Pikin Saron
- Pokigron
- Pontoetoe
- Powakka
- Redi Doti
- Ricanau Mofo
- Snesiekondre
- Totness
- Uitkijk
- Villa Brazil
- Wageningen
- Wanhatti
- Washabo
- Witsanti
- Zanderij